# M106 (міномет)

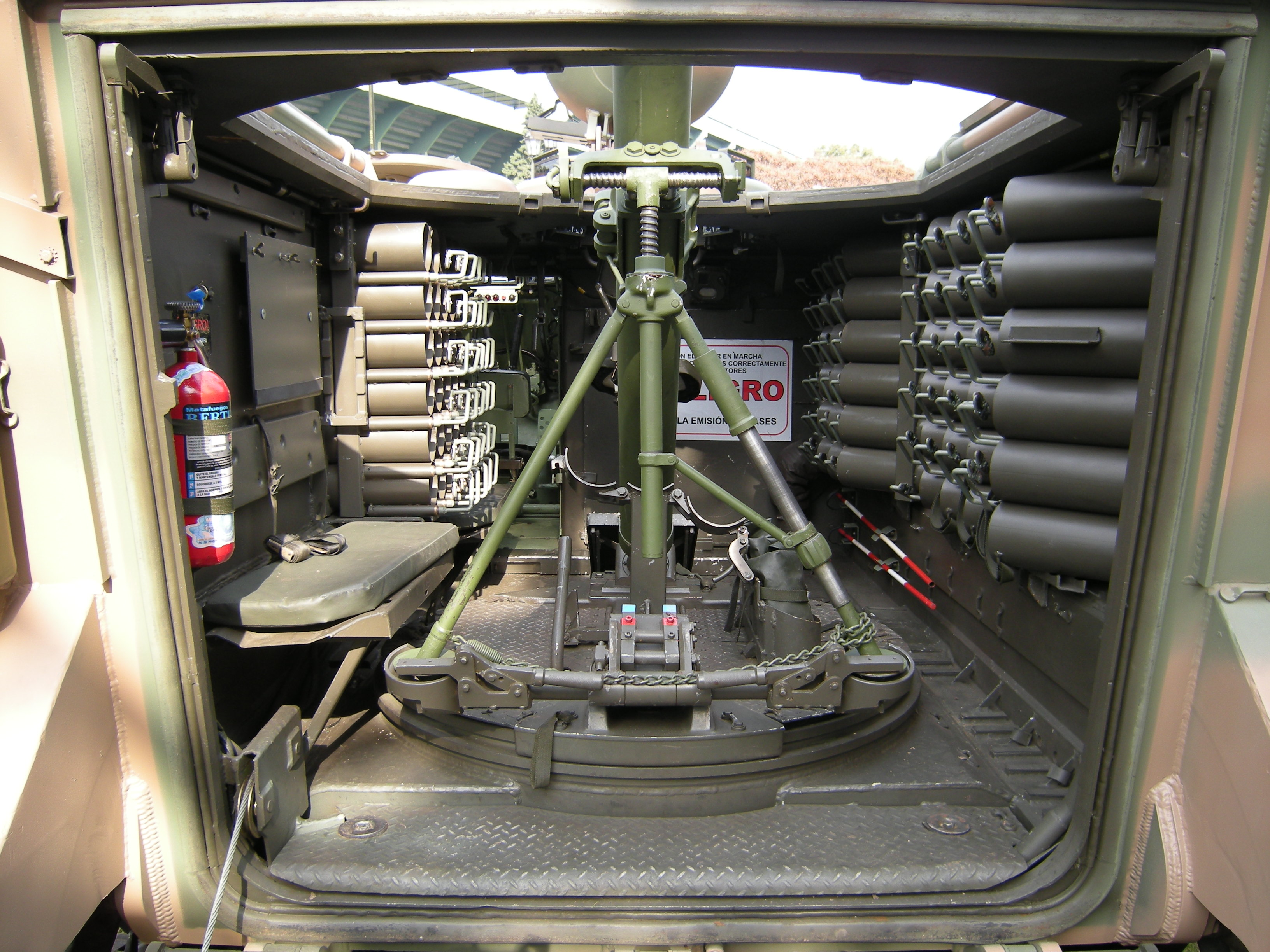
Внутрішній простір самохідного міномету M106

M106 (англ. M106 mortar carrier) — самохідний міномет США часів Холодної війни. Розроблений на базі бронетранспортера M113, самохідний міномет перебував на озброєнні американської армії в артилерійських підрозділах механізованих військ та призначався для безпосередньої вогневої підтримки дій піхоти на полі бою. Знаходився на озброєнні до появи удосконаленої версії M1064.

## Зміст
M106 — це різновид самохідного міномету на базі бронетранспортера M113, який мав 107-мм міномет M30. Він був представлений у 1964 році разом із аналогічним самохідним мінометом М125, озброєний 81-мм мінометом. Після введення в експлуатацію брав участь у бойових діях у В'єтнамі. Існували три варіанти: M106, M106A1 і M106A2. Загалом було виготовлено 862 M106 (у тому числі 841 для збройних сил США), 1409 M106A1 (у тому числі 990 для збройних сил США) та 350 M106A2 (у тому числі 53 для збройних сил США).
Після інтенсивних випробувань у 1988 році армія США вирішила замінити її 120-мм Soltam K6. Деякі міномети М106 були модернізовані до конфігурації М1064А3, де 107-мм міномет замінили на 120-мм міномет.